# Stones and Honey
«Stones and Honey» (укр. Каміння та мед) — перший студійний альбом українського гурту «The Hardkiss» здебільшого за словами Юлії Саніної, презентований 9 жовтня 2014 року.

## Подробиці
Вперше пісні з альбому прозвучали на «The Hardkiss Big Show 2014» у Києві 9 жовтня 2014 року. Також, у альбомі представлений трек «Strange Moves» записаний спільно з гуртом Kazaky та представлений однойменним кліпом. Більшість пісень альбому вже були презентовані раніше.
Вперше за час існування гурту, у дебютному альбому була представлена україномовна пісня «Прірва», що отримала найбільшу кількість позитивних відгуків від шанувальників гурту. Композиція була створена ще взимку.
«Пісня була написана взимку — під враженням від того, що в Києві гинули і пропадали люди. Під враженням від того, що люди перестали чути і розуміти один одного. Я назавжди запам'ятаю фразу з дитинства: «Люди живуть стільки, скільки їх пам'ятають». Вона й надихнула на головну сходинку пісні: «Запам'ятай мене, я Вічно житиму під скронями твоїми». (Юлія Саніна)

## Композиції
1. «Part 1. Hard»
2. «Only Once»
3. «Make-Up»
4. «Strange Moves (feat. Kazaky)»
5. «Shadows of Time»
6. «Hurricane»
7. «In Love»
8. «Little Girl»
9. «Dance with Me»
10. «Part 2. Kiss»
11. «October»
12. «Japanese Dancer»
13. «Under the Sun»
14. «Stones»
15. «Part of Me»
16. «Babylon»
17. «Tell Me Brother»
18. «Прірва»
19. «Blues (Bonus)»

- digital booklet

## Учасники запису
- Юлія Саніна — вокал
- Валерій «Val» Бебко — гітара
- Kreechy — ударні
- Роман Скоробагатько — гітара
- Віталій Онискевич — клавіші